# Jochen Zellmann
Jochen Zellmann (* 28. August 1943 in Nordhausen; † 30. Dezember 2016 in Münster) war ein deutscher Maler.

## Leben und Werk
Von 1963 bis 1964 studierte Zellmann Germanistik, Philosophie und Kunstgeschichte in Mainz und von 1964 bis 1969 Malerei und Bildhauerei an der Kunstakademie Düsseldorf bei Karl Bobek, Erwin Heerich und Gerhard Hoehme. 1968 wurde er Meisterschüler bei Hoehme.
Von 1970 bis 1974 war Zellmann im Schuldienst in Essen und Düsseldorf tätig. 1974 wurde er Dozent für Malerei am Institut für Kunsterzieher Münster der Staatlichen Kunstakademie Düsseldorf. Nach frühen Arbeiten, in denen er  eng aneinander liegende schwarze Linien zu schwungvollen, pinselstrichähnlichen Formen bildete, wandte er sich Mitte der 1980er Jahre der farbigen, abstrakten Malerei zu. „Zellmann malt mit Ölfarben, Acryl, Tusche, Gips. Er malt in breiten Zügen und fein vertrieben, manchmal auch mit Fingern und dem Pinselstiel, in einem unaufgeregten, bedächtigen gestischen Primärakt [...]“.
Seit 1979 war Zellmann Dozent für Malerei an der Kunstakademie Münster, 1981 erhielt er dort eine Professur für Malerei. 1987 wurde er mit dem Villa-Romana-Preis ausgezeichnet. Zudem machte er viele Gruppen- und Einzelausstellungen, die die künstlerische Entwicklung der Kunstakademie Münster dokumentierten.

## Ausstellungen
- 1979: Kunstverein für die Rheinlande und Westfalen und Städtische Kunsthalle Düsseldorf, 5 × 30: Düsseldorfer Kunstszene aus fünf Generationen (mit Katalog)
- 1980: Kestnergesellschaft, Kunstverein Hannover,  28. Jahresausstellung des Deutschen Künstlerbundes
- 1982: Städtische Kunstsammlung Hans-Sachs-Haus, Gelsenkirchen, Jochen Zellmann und seine Schüler (mit Katalog)
- 1983: Karl-Ernst-Osthaus-Museum, Hagen, Jochen Zellmann: Malerei 1971 – 1982 (mit Katalog)
- 1988: Pfalzgalerie Kaiserslautern, Jochen Zellmann: Bilder, Objekte, Skulpturen, Arbeiten auf Papier, 1985 – 1987 (mit Katalog)
- 2005: Landesmuseum für Kunst und Kulturgeschichte Münster, Zwischen Tür und Angel